# Partido Panameñista

Parteiflagge

Partido Panameñista (Partei Panamas), 1991–2004 als Partido Arnulfista (Arnulfistische Partei) bekannt, ist eine der politischen Parteien Panamas.
Sie wurde nach dem dreimaligen Präsidenten Panamas, Arnulfo Arias, benannt; seine Witwe Mireya Moscoso war ebenfalls von 1999 bis August 2004 Präsidentin von Panama und ist auch Mitglied der Partido Panameñista.
Derzeitiger Vorsitzender der Partei ist der ehemalige Bürgermeister von Panama-Stadt José Isabel Blandón.